# Picibidion apicale
Picibidion apicale är en skalbaggsart. Picibidion apicale ingår i släktet Picibidion och familjen långhorningar.

## Underarter
Arten delas in i följande underarter:
- P. a. apicale
- P. a. nagatomii